# دو دیز

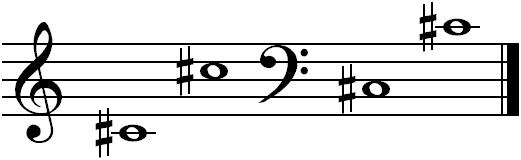
نت دو دیز

دو دیز (انگلیسی: C-sharp) با مخفف (♯C) یک نت از نت‌های موسیقی است که نیم پرده کروماتیک بالاتر از «دو» و نیم پرده دیاتونیک پایین‌تر از «ر» صدا می‌دهد. «دو دیز» نت مترادف «ر بمل» محسوب می‌شود. یک دو دیز وسط  یا (4♯C) بر اساس زیروبمی فرکانسی معادل (۲۷۷٫۱۸ هرتز) را داراست.

## گام
گام ها بر پایه نت «دو دیز» عبارتند از:
- دو دیز ماژور : دو دیز، ر دیز، می دیز، فا دیز، سل دیز، لا دیز، سی دیز، دو دیز.
- دو دیز مینور تئوریک : دو دیز، ر دیز، می، فا دیز، سل، لا، سی، دو دیز.
- دو دیز مینور هارمونیک : دو دیز، ر دیز، می، فا دیز، سل دیز، لا، سی دیز، دو دیز.
- دو دیز مینور ملودیک بالا رونده: دو دیز، ر دیز، می، فا دیز، سل دیز، لا دیز، سی دیز، دو دیز.
- دو دیز مینور ملودیک پایین رونده : دو دیز، سی، لا، سل دیز، فا دیز، می، ر دیز، دو دیز

## جستار های وابسته
- ر بمل